# Маунтфилд (хоккейный клуб, Градец-Кралове)
Хоккейный клуб «Маунтфилд» (чеш. Mountfield HK) — чешский хоккейный клуб из Градец-Кралове, выступающий в чешской экстралиге. Основан в 1925 году. Домашняя арена — Зимний стадион. Перед началом сезона 2013/14 компания Маунтфилд перебралась из Ческе-Будеёвице в Градец-Кралове с экстралиговой лицензией и полным составом клуба «Маунтфилд Ческе-Будеёвице».

## История
Хоккейный клуб в городе Градец-Кралове был основан в 1925 году. За все время выступлений в чемпионате Чехословакии играл во 2-й и 3-й лигах. С возникновением Чешской экстралиги дебютировал в ней в сезоне 1993/94. В первом же сезоне вылетел в первую лигу, уступив в переходных матчах пражской «Славии». Из-за финансовых проблем в 1996 году клуб вылетел во вторую лигу и в 2000-м году был одной из худших команд второй лиги. С сезона 2002/03 вновь стал играть в первой лиге. Перед началом сезона 2013/14 компания Маунтфилд, из-за проблем с городскими властями Ческе-Будеёвице, перебралась в Градец-Кралове вместе с хоккейным клубом и лицензией на выступление в Экстралиге. В этого времени команда играет в Экстралиге, показывая стабильные результаты: 3 место в 2017 году. 4-е в 2018-м, 5-е места в 2015, 2016 и 2019 годах и 6 место в 2014 году.

## Предыдущие названия
1925 — БК Градец Кралове
1941 — БКХ Градец Кралове
1945 — БКХ Славия Градец-Кралове
1948 — Сокол ВЧЕ Градец-Кралове
1949 — ЗСЕ Шкода Градец-Кралове
1950 — Шкода Градец-Кралове
1952 — Спартак ЗВУ Градец-Кралове
1953 — ТЕ Спартак Градец-Кралове
1976 —ТЕ Стадион Градец-Кралове
1992 — ХК Стадион Градец-Кралове 
1994 — ХК Лев Градец-Кралове
2000 — ХК Градец-Кралове
2002 — ХК ВЧЕ Градец-Кралове
2007 — ХК ВЧЕС Градец-Кралове
2012 — Краловшти львы Градец-Кралове
2013 — ХК Маунтфилд

## Достижения
- Бронзовый призёр Экстралиги;

2017
- Финалист Хоккейной Лиги чемпионов: 2020

## Известные игроки
Самыми известными хоккеистами — воспитанниками хоккея Градец-Кралове являются:
Вратари Олдржих Свобода, Радован Бигл
Защитники Филип Гронек, Якуб Накладал, Петр Прайслер
Нападающие Иржи Долана, Либор Долана, Мартин Хостак, Ян Грдина, Ярослав Кудрна